# Waldemar Schmidt

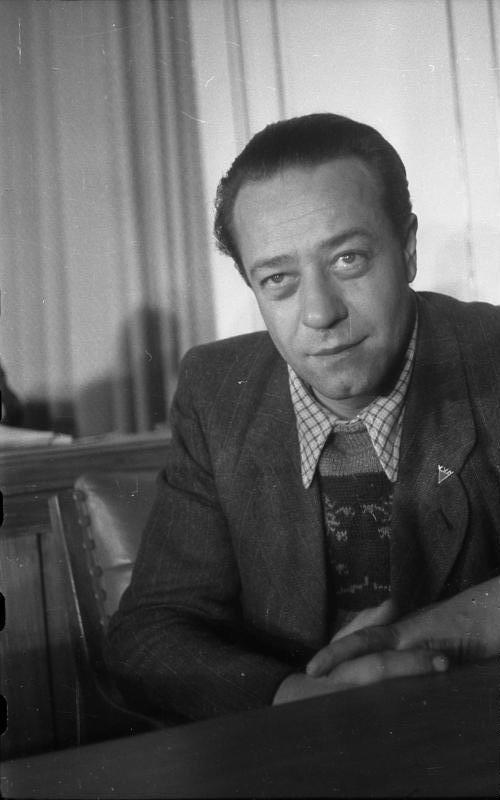
Waldemar Schmidt (1948)

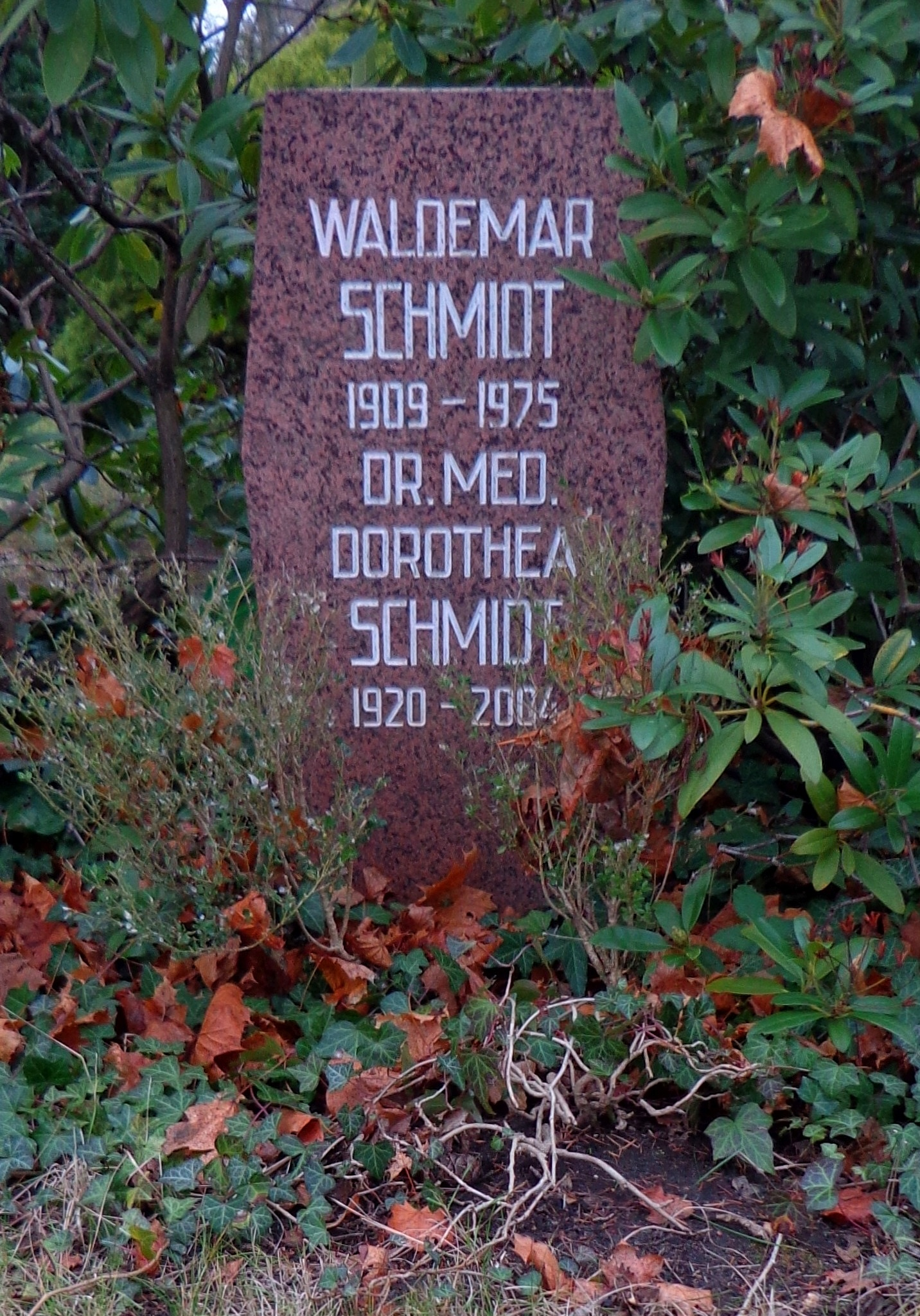
Grabstätte

Waldemar Schmidt (* 7. Februar 1909 in Berlin; † 21. Februar 1975 ebenda) war ein Politiker (KPD/SED), Widerstandskämpfer gegen den Nationalsozialismus und Polizeipräsident von Berlin (Ost).

## Leben
Der aus einer Arbeiterfamilie stammende Schmidt arbeitete nach dem Besuch der Volksschule und einer Schlosserlehre (1923 bis 1927) als Maschinenschlosser. 1928 wurde er Mitglied der KPD und besuchte von 1932 bis 1934 die Leninschule in Moskau. Nach seiner Rückkehr beteiligte er sich am antifaschistischen Widerstand und war von 1935 bis 1945 im Zuchthaus Brandenburg inhaftiert.
Nach der Befreiung war er von 1945 bis 1946 Sekretär der Bezirksleitung Berlin der KPD und 1946 bis 1947 Mitglied des Parteivorstandes der SED. Von 1946 bis 1948 war er als Stadtrat für Arbeit im Magistrat von Berlin, 1948 bis 1950 als Stadtrat für Personal und Verwaltung im Magistrat von Ost-Berlin tätig. Schmidt wurde 1946 in die Stadtverordnetenversammlung von Groß-Berlin gewählt, der er bis 1967 angehörte. Von 1950 bis August 1953 war er im Rang eines Chefinspekteurs Präsident der Volkspolizei von Ost-Berlin; in diesem Amt war er Nachfolger von Paul Markgraf. Von August 1953 bis 1963 war er Ständiger Stellvertreter des Oberbürgermeisters von Ost-Berlin (Nachfolger von Alfred Neumann), 1963 bis 1965 Abteilungsleiter im Büro des Ministerrates der DDR und von 1965 bis zu seinem Tod 1975 Sekretär für Internationale Arbeit beim Komitee der Antifaschistischen Widerstandskämpfer der DDR. Außerdem war Schmidt von 1963 bis 1971 Berliner Vertreter in der Volkskammer und gehörte zur SED-Fraktion. Er wurde mit dem Vaterländischen Verdienstorden (VVO) in Silber (6. Mai 1955) und Gold (1965), der Ehrenspange zum VVO in Gold (1969) und dem Karl-Marx-Orden (1974) ausgezeichnet.
Seine Urne wurde in der Grabanlage Pergolenweg des Berliner Zentralfriedhofs Friedrichsfelde beigesetzt.
1986 wurde eine Straße in Berlin-Hellersdorf nach ihm benannt (seit 1992 Erich-Kästner-Straße).